# Claude Eerdekens
 (septembre 2023).
Pour les articles homonymes, voir Eerdekens.
Claude Eerdekens, né le 13 mai 1948 à Ougrée, est un homme politique belge, bourgmestre d'Andenne de 1979 à 2024 et membre du Parti socialiste.

## Biographie
Candidat aux élections régionales du 13 juin 2004, il est élu au Parlement wallon. Le 19 juillet 2004, il devient ministre de la Communauté française de Belgique chargé de la Fonction publique et des Sports. En décembre 2004, une polémique éclate à propos d'une affaire de dopage dans laquelle serait impliquée la joueuse de tennis russe Svetlana Kuznetsova, contrôlée positive à l'éphédrine lors d'un tournoi d'exhibition à Charleroi, après que le ministre Eerdekens ait révélé un peu rapidement à la presse les résultats de ce contrôle.
Réélu à la Chambre des représentants à la suite des élections du 10 juin 2007, il quitte le gouvernement de la Communauté française. Ses compétences sont reprises par Michel Daerden et il est remplacé numériquement par Marc Tarabella.
Le 16 juillet 2007, il réintègre le Parlement wallon comme suppléant de la ministre Éliane Tillieux. 

Le 14 janvier 2011, Claude Eerdekens lancera durant une interview de la chaine namuroise Canal C des propos osés, principalement à l'attention du nationaliste flamand Bart de Wever, l'insultant de connard,.
En mars 2011, il malmène l'opposition du Conseil communal d'Andenne. Il sera rappelé à l'ordre par le ministre chargé du suivi des pouvoirs locaux.
Sur le plan politique, Claude Eerdekens a proposé l’élaboration de différentes lois visant à combattre les extrémismes ; la loi luttant contre le négationnisme, le révisionnisme, la négation des crimes commis par le nazisme ainsi que la loi sur le non-financement des partis non-démocratiques.
Aux élections communales de 2012, il est réélu bourgmestre de Andenne.
Claude Eerdekens est officier de l'Ordre de Léopold.
Il est favorable au rattachement de la Wallonie à la France.
Après 52 ans de maïorat, Claude Eerdekens n’est plus bourgmestre, il est battu aux élections communales du 13 octobre 2024 par Vincent Sampaoli et celui-ci devient le nouveau bourgmestre d’Andenne. Claude Eerdekens reprend quant à lui la présidence du C.P.A.S. d’Andenne.

## Carrière politique
- conseiller communal de Seilles (1971-1976)
  - échevin (1971-1972)
  - bourgmestre (1972-1976)
- conseiller provincial de la province de Liège (1974-1977)
- conseiller communal d'Andenne (1977-)
  - bourgmestre (1977-2024)
  - président du C.P.A.S. (2024-)
- député (1985-1995)
  - membre du Conseil régional wallon
- député fédéral (1995-2004)
- député wallon (2004)
- ministre communautaire (2004-2007)
- député fédéral (2007-2009)
- député wallon (2009-)